# Lokomotiva Brno Horní Heršpice (piłka nożna kobiet)
FC Lokomotiva Brno Horní Heršpice – czeski klub piłki nożnej kobiet, mający siedzibę w mieście Brno, w południowo-wschodniej części kraju. Od sezonu 2017/18 występuje w rozgrywkach 1. ligi žen.

## Historia
Chronologia nazw:
- 2000: FC Lokomotiva Brno Horní Heršpice
- 2007: klub rozwiązano – po fuzji z 1. FC Brno
- 2009: FC Lokomotiva Brno Horní Heršpice

Kobieca drużyna piłkarska Lokomotiva Brno Horní Heršpice została założona w Brnie w 2000 roku. Do Horních Heršpic przyjechało łącznie 114 dziewcząt z FC Boba Brno. W kategorii kobiet przyjechało tylko 19 dziewcząt, ponieważ większość zawodniczek z drużyny kobiecej przeszła do sekcji DFC Zeman Medlánky. Dziewczęta, które pochodziły z drużyny kobiecej miały średnio 18 lat. Od sezonu 2000/01 zespół przygotowawczy grał w I lidze przygotowawczej. W 2001 roku do kobiecej drużyny Heršpica dołączyły inne zawodniczki z nieistniejącej już drużyny DFC Černovice. Na początku lata 2002 roku powstała kobieca drużyna, która w sezonie 2002/03 przystąpiła do rozgrywek w grupie południowej MSLŽ. W rozgrywkach kobieca drużyna Lokomotiva zajęła 4. miejsce. W sezonie 2004/05 drużyna zwyciężyła w grupie południowej MSLŽ.
Na początku 2007 roku kierownictwo klubu z Horních Heršpic wpadło na pomysł połączenia wszystkich kobiecych klubów piłkarskich w Brnie w jeden i stworzenia w ten sposób mocnej drużyny. Od sezonu 2007/08 klub piłkarski Lokomotiva Brno Horní Heršpice ze wszystkimi zawodnikami dołączył do klubu 1. FC Brno.
W 2009 roku część zawodniczek opuściła sekcję 1. FC Brno i tym samym przyczyniła się do odnowienia kobiecej drużyny Lokomotiva Brno Horní Heršpice. W sezonie 2009/10 drużyna grała w rozgrywkach MSDŽ. Kobietom udało się wygrać grupę i awansować do drugiej najwyższej klasy rozgrywkowej Morawsko-Śląskiej Ligi Kobiet (MSLŽ). Od sezonu 2010/11 panie występowały w drugiej lidze, w której regularnie plasowały się w górnej części tabeli od 2 do 5 miejsca. Z biegiem czasu kobiety osiągały coraz lepsze wyniki w sezonach, co znalazło odzwierciedlenie w sezonie 2014/15, w którym piłkarki walczyły o pierwsze miejsce. Ostatecznie jednak zajęli drugie miejsce. Już dwa lata później w sezonie 2016/17 zawodniczki zostały mistrzami drugiej ligi i awansowały do 1. ligi. W debiutanckim sezonie 2017/18 panie zajęły piąte miejsce po rundzie zasadniczej, ale w grupie spadkowej spadły na ostatnie miejsce. Mimo to, klub utrzymał się w najwyższej lidze i w następnym sezonie 2018/19 awansował na 6.miejsce, a w 2019/20 na 5.pozycję. W sezonie 2021/22 klub osiągnął swój największy sukces, plasując się na czwartej pozycji w końcowej tabeli.

## Barwy klubowe, strój, herb, hymn
|  |  |

Klub ma barwy żółto-czarne. Piłkarki domowe spotkania zazwyczaj grają w żółtych koszulkach, czarnych spodenkach oraz czarnych getrach.

## Sukcesy

### Trofea międzynarodowe
Klub nigdy nie zakwalifikował się do rozgrywek europejskich.

### Trofea krajowe
| \| \| Zdobyte trofea w rozgrywkach Czech (stan na: 31-05-2023) \| |                                                          |      |                           |
| Rozgrywki                                                         | Osiągnięcie                                              | Razy | Sezon(y)                  |
| Mistrzostwo                                                       | I miejsce                                                | 0    |                           |
| Mistrzostwo                                                       | II miejsce                                               | 0    |                           |
| Mistrzostwo                                                       | III miejsce                                              | 0    |                           |
| Mistrzostwo                                                       | 4.miejsce                                                | 1    | 2021/22                   |
| Puchar                                                            | zdobywca                                                 | 0    |                           |
| Puchar                                                            | finalista                                                | 0    |                           |
| Puchar                                                            | półfinalista                                             | 1    | 2018/19                   |
| II liga                                                           | I miejsce                                                | 1    | 2004/05 (jih), 2016/17    |
| II liga                                                           | II miejsce                                               | 3    | 2012/13, 2013/14, 2014/15 |
| II liga                                                           | III miejsce                                              | 0    |                           |
| Czechy                                                            | Zdobyte trofea w rozgrywkach Czech (stan na: 31-05-2023) |      |                           |

## Poszczególne sezony

### Rozgrywki międzynarodowe

#### Europejskie puchary
Nie uczestniczył w rozgrywkach europejskich.

### Rozgrywki krajowe
| \| Czechy \| Bilans występów klubu w rozgrywkach piłkarskich Czech (Stan na 31 maja 2023 r.) \| \| |                                                                                 |        |       |   |   |   |    |    |     |                      |        |        |      |
| Poziom                                                                                             | Rozgrywki                                                                       | Sezony | Mecze | Z | R | P | B+ | B– | Pkt | Lata                 | Awanse | Spadki | Naj. |
| I                                                                                                  | 1. liga žen                                                                     | 6      |       |   |   |   |    |    |     | od 2017/18           | 0      | 0      | 4    |
| II                                                                                                 | 2. liga žen                                                                     | 12     |       |   |   |   |    |    |     | 2002–2007, 2010–2017 | 1      | 0      | 1    |
| | Puchar Czech                                                                    | 6      |       |   |   |   |    |    |     | od 2017              | 0      | 0      | 1/2  |
| Czechy                                                                                             | Bilans występów klubu w rozgrywkach piłkarskich Czech (Stan na 31 maja 2023 r.) |        |       |   |   |   |    |    |     |                      |        |        |      |

## Piłkarki, trenerzy, prezydenci i właściciele klubu

### Trenerzy
...
- ?:  Petra Houdková

...
- od 2021:  Lukáš Zrzavý

## Struktura klubu

### Stadion
Drużyna rozgrywa swoje mecze domowe na boisku Fotbalové hřiště Hrušovany u Brna w Brnie, który może pomieścić 1.500 widzów.

## Kibice i rywalizacja z innymi klubami

### Derby
- 1. FC Slovácko
- FC Olomouc